# Carme García Lores
Carme García Lores (Sabadell, 16 de setembre de 1962) és una política catalana. Fou alcaldessa de Rubí entre el juny de 2003 i juny de 2015.

## Biografia
Carme García Lores és llicenciada i màster en història moderna i contemporània per la Universitat Autònoma de Barcelona, on va desenvolupar durant uns anys la seva tasca professional com a documentalista. Va arribar a Rubí l'any 1987, en casar-se.

### Política
L'any 1998 Carme García va entrar a militar a l'agrupació local del PSC a Rubí, i va ocupar el segon lloc en la candidatura a les eleccions municipals de 1999, sent escollida per primera vegada regidora, exercint el càrrec de tinent d'alcalde de Serveis Personals i regidora de la Dona a l'Ajuntament de Rubí, i des d'aquell any és també primera secretària de l'Agrupació Local del Partit dels Socialistes de Catalunya i membre del Consell Nacional. Amb el trencament del pacte de govern entre Iniciativa per Catalunya i el PSC l'any 2000, aquest darrer passa a l'oposició com a grup majoritari d'aquesta. Durant el mandat, després de la renúncia de Josep Antoni Pombo, Garcia pren el lideratge del grup municipal socialista.
L'any 2003, és nomenada candidata a l'alcaldia de Rubí pel PSC, obtenint per primera vegada la victòria a unes eleccions municipals a Rubí, fins aquell moment governada pel PSUC i ICV. En aquestes eleccions el PSC obté 10 regidors i Carme Garcia és nomenada alcaldessa el 14 de juny de 2003, formant pacte de govern amb CiU i ERC, amb dos regidors cada una d'elles.
L'any 2007 Carme Garcia és reelegida alcaldessa de Rubí, després d'una nova victòria electoral del PSC, que obté 12 regidors, governant amb acord de govern amb ERC, que mantingué els 2 regidors obtinguts en les anteriors eleccions.
Carme García va ser diputada delegada de Cultura Popular i Tradicional a la Diputació de Barcelona i presidenta (2010) del Catalonia Innovation Triangle (CIT).
A les eleccions del maig de 2011 el PSC va tornar a guanyar les eleccions municipals, passant de 12 a 8 regidors, i Carme Garcia torna a ser reelegida alcaldessa de Rubí. Durant els primers mesos del mandat el PSC va governar en solitari, i des d'octubre de 2011 va arribar a un acord de govern amb ERC que havia mantingut els seus 2 regidors. El 2015 Ana Maria Martínez la va substituir en el càrrec.
Al juny del mateix any, va ser nomenada diputada al Parlament de Catalunya en substitució de Rocío Martínez-Sampere.